# 하노우라정
하노우라정(羽ノ浦町)은 도쿠시마현 중부에 있던 정이다. 2006년 3월 20일 아남시에 편입되어 행정정으로는 폐지되었으나 구획으로서의 명칭은 이후에도 사용되고 있다.

## 지리
면적이 현하에서 가장 협애한 마을이었으나 인구 밀도에서는 현하 4번째로 높았고, 군부에서는 몇 안 되는 인구 증가 마을이었다. 동쪽은 나가카와 정, 북쪽 및 서쪽은 고마쓰시마 시에 접하고 남쪽은 나가 강을 사이에 두고 아난 시와 접하는 동서 6.7km, 남북 3.4km의 아담한 마을이다.

## 인구
- 가스가노 주택 단지 등의 주택지가 조성되어 1970년대에 7600명 추이였던 인구가 건설이 완성됨에 따라 1975년에는 1만 명 이상으로 급격히 증가하였다[3]아난시 편입 합병 소멸 직전의 현내 군부 자치체로는 나가군 나가카와 정·이타노 군 마쓰시게 정·동군 기타시마 정·동군 아이즈미 정으로 몇 안 되는 인구 증가 자치체이다.
- 2010년 이후는 아난시의 옛 하노우라 정에 상당하는 지역의 인구.

| 년     | 인구    |
| ------ | ------- |
| 1920년 | 5064명  |
| 1925년 | 5274명  |
| 1930년 | 5595명  |
| 1935년 | 5960명  |
| 1940년 | 5990명  |
| 1945년 | 7579명  |
| 1950년 | 7666명  |
| 1955년 | 8050명  |
| 1960년 | 7846명  |
| 1965년 | 7700명  |
| 1970년 | 7642명  |
| 1975년 | 10338명 |
| 1980년 | 11340명 |
| 1985년 | 11490명 |
| 1990년 | 11652명 |
| 1995년 | 11780명 |
| 2000년 | 11735명 |
| 2005년 | 12163명 |
| 2010년 | 12681명 |
| 2015년 | 11446명 |

## 역사
- 1889년 10월 - 나카조·미야쿠라·후루조·이와와키·후루게의 5개 마을이 합병해 하노우라촌이 되었다.
- 1918년 2월 - 하노우라촌이 정으로 승격해 하노우라정이 되었다.
- 1954년 3월 - 아케미 지구(구 오노 촌의 일부)를 편입하였다.
- 1957년 - 정촌 합병 주민투표를 실시하였다.
- 2005년
  - 2월 6일 - 아난시·나카가와정과의 합병 시비를 묻는 주민투표 실시하였다.
  - 3월 23일 - 주민투표 투표용지가 동사무소에서 도난당하는 사건이 발생하였다.
  - 7월 8일 - 투표용지 도난사건의 범인이 체포되었다.
- 2006년 3월 20일 - 아난시에 편입되어 소멸하였다.

## 교통

### 철도
- 시코쿠 여객철도 무기 선

### 도로
- 시코쿠 횡단 자동차도 - 합병당시 정내를 통과하지 않았지만 정내를 통과하기위해 현재 공사중이다.
- 국도 55호선
- 국도 195호선

1. ↑  “2011년도 아난시 통계서”. 아난시. 2006년 3월 21일에 원본 문서에서 보존된 문서. 2012년 6월 13일에 확인함.